# Mofeta cuallarga
La mofeta cuallarga (Mephitis macroura) és un carnívor de la família de les mofetes (Mephitidae). Té un aspecte molt similar al de la mofeta ratllada (Mephitis mephitis). La seva distribució s'estén des del sud dels Estats Units (Texas, Arizona i Nou Mèxic) i Mèxic fins al nord de Costa Rica. Viu a praderies i boscos secs.